# Norfolkmangrovezanger
De norfolkmangrovezanger (Gerygone modesta) is een zangvogel uit de familie Acanthizidae (Australische zangers).

## Verspreiding en leefgebied
Deze soort is endemisch op het eiland Norfolk.

## Status
De grootte van de populatie is in 2021 geschat op 5000 volwassen vogels. Op de Rode lijst van de IUCN heeft deze soort de status niet bedreigd.